# Església de Sant Andreu Apòstol (Benimeli)
L'església parroquial de Sant Andreu Apòstol se situa en la població de Benimeli. Es tracta d'un edifici religiós, construït en la primera meitat del segle xviii, en substitució d'un altre temple més antic.
Va ser a iniciativa del reverendíssim Dámaso Domènech Ferrer, ja que va ser durant el seu ministeri, quan es van realitzar les obres d'aquesta església. Les seues restes mortals reposen en l'altar major.
De planta de creu grega, i coberta per una volta de canó. Consta de quatre capelles laterals dedicades a diferents sants, tres en el costat esquerre i una en el dret. Una d'elles està dedicada al Santíssim Ecce-Homo, patró de la localitat. Va ser reconstruïda en 1920 i coberta amb una cúpula.
Es pot contemplar el retaule de l'altar major daurat en or fi, i presidint aquest, la imatge de Sant Andreu, titular de la parròquia. Es troba acompanyat per la imatge de la Immaculada Concepció i del Sagrat Cor de Jesús, situades en dues capelles laterals, i una pintura del Santíssim Ecce-Homo subjecta per dos àngels en la part superior del retaule.
Dels successos de la Guerra Civil, va poder salvar-se la capa del Santíssim Ecce-Homo (segle xix), un calze (segle xviii), la custòdia (segle xviii) i un quadre de Sant Andreu Apòstol (segle xviii).
El dia nou de novembre de 1761, el Senyor va prendre possessió d'aquesta església, quedant-se allí sagramentat. Cada any se celebra aquest fet amb gran solemnitat, festa anomenada "El Reservat".
Va ser erigida parròquia en 1991 i dedicat el temple en 2001, ja que era annexa a la parròquia del Ràfol d'Almúnia des de 1535 (l'antic temple).

## El Campanar
Fins a l'any 1944, en lloc de campanar, hi havia una espadanya amb dues campanes en la façana principal de l'església. Durant la Guerra Civil es van fondre les campanes per fer metralla. Acabada la contesa, els veïns del poble de Benimeli, van fer diversos teatres durant dos anys per comprar dues campanes noves. Després es va començar el campanar, construït per tot el poble per torns. La pedra i la sorra es treia de la mina del poble, i es baixava amb rucs fins a l'església. Acabada l'obra es van col·locar les campanes, que es van batejar amb els noms de Maria, la campana gran, amb 71 cm de diàmetre, i Sant Andreu, la petita, amb 57 cm de diàmetre.

## Imatge deSant Andreu Apòstol
El motiu d'esculpir l'actual imatge de Sant Andreu, va ser el d'ocupar el lloc de l'antiga del segle xv que va ser pastura de les flames en la Guerra Civil.
Les persones delegades per la comissió del titular de la parròquia van ser Vicente Sala Savall, rector de la localitat, i Bartolomé Domènech Lull, alcalde d'aquesta. Aquests es van traslladar a València, amb la finalitat d'encarregar l'actual imatge, i després d'efectuar diverses visites, van optar per deixar l'encàrrec al cèlebre escultor Vicente Rodilla, de fama reconeguda en tota la regió. Si bé s'ha de reconèixer que va fixar en ella els seus més delicats sentits artístics, per la qual cosa perquè no fallés la seua inspiració va estudiar personalment la més delicada obra de Sant Andreu, de Salcillo, que es troba a la catedral de Múrcia i que per a tal efecte la va visitar.
La imatge de fusta tallada, abans de la seu acabament va estar exposada en la Fira Mostrari Internacional de València, i després d'acabada aquesta imatge es va exposar novament al mercat d'Artesania. Davant tan magna obra, l'artista Vicente Rodilla es va veure complagut amb infinitat de felicitacions, entre les quals van destacar la del ministre d'Indústria, alcalde de València, president de la Diputació Provincial, delegat d'Hisenda i el senyor arquebisbe.
El nou d'octubre de l'any 1950 es va portar la imatge a la localitat de Benimeli, i es va fer lliurament a l'artista de l'import del seu cost que va ascendir a 20.000 pessetes de l'època. El dia setze del citat mes d'octubre la imatge va ser beneïda i portada en processó a l'església, acompanyada per tot el poble i nombrosos visitants dels pobles veïns, sent corejada per la renomenada Banda de Música de Benifairó de la Valldigna, asseient-la a l'Altar Major.

## Imatge del Santíssim Ecce-Homo patró del poble de Benimeli
L'actual imatge del Santíssim Ecce-Homo data de l'any 1940, va ser sufragada per tot el poble; és obra de l'escultor Pío Mollar Franch. Aquesta es va encarregar per ocupar el lloc de l'antiga imatge, destruïda en la Guerra Civil, que segons dades que s'han pogut recollir en escrits arxivats, datava de l'any 1780. L'any 1865, per inscripció popular, i per donatius de tots els veïns de la localitat, és quan es va confeccionar la capa que llueix la imatge a les Festes Majors, peça que va poder salvar-se de la Guerra Civil, i que encara es conserva.
Des de l'any 1828, en la setmana de passió, se celebra la Novena en el seu honor.

## Capella de laMare de Déu del Roser
L'any 1950, per mediació del capellà Vicente Sala Savall i els feligresos, es van comprar la imatge i la capella que la transporta amb fons de la parròquia. La seua funció era que la Mare de Déu fora de casa a casa i que romangués un període de vint-i-quatre hores amb cada família. Va ser beneïda el primer diumenge d'octubre d'aquell any.
En l'actualitat, els veïns del poble de Benimeli segueixen la tradició i la Mare de Déu visita una casa cada dia. És transportada de casa a casa, de veí a veí, manualment; la família que té la Mare de Déu és l'encarregada de portar-la-hi al seu veí.

## Altres imatges venerades a l'Església
Acabada la Guerra Civil l'Església va quedar sense imatges ni altars i els feligresos van començar la restauració del temple. Les imatges següents van ser donades per diferents famílies del poble de Benimeli.
- Imatge de Sant Josep, que es va beneir el segon diumenge d'octubre de l'any 1940.

- Imatge de Santa Rita, que data de l'any 1940.

- Imatge de la Mare de Déu dels Desemparats, de 1940.

- Imatge de la Immaculada Concepció, de 1941, i pagada per la congregació de les filles de Maria.

- Imatge del Sagrat Cor de Jesús, que es va beneir al juny de 1945, sufragada per la congregació del Sagrat Cor de Benimeli, i que alberga a l'interior un escrit de la mestra Na Consol Sanchis.

- Imatge de Sant Antoni Abat, que es va beneir durant les festes patronals de l'any 1954.

- Imatge de la Mare de Déu del Roser beneïda el primer diumenge d'octubre de l'any 1955. En el seu honor se celebra cada any la processó del Rosari de l'Aurora a l'alba, convertida ja en tradició local.